# LANTIRN
Il LANTIRN, (Low Altitude Navigation and Targeting InfraRed for Night), è un sistema di navigazione aerea a bassa quota e di identificazione notturna agli infrarossi dei bersagli realizzato dalla Lockheed Martin ed impiegato in ambito militare.

## Caratteristiche

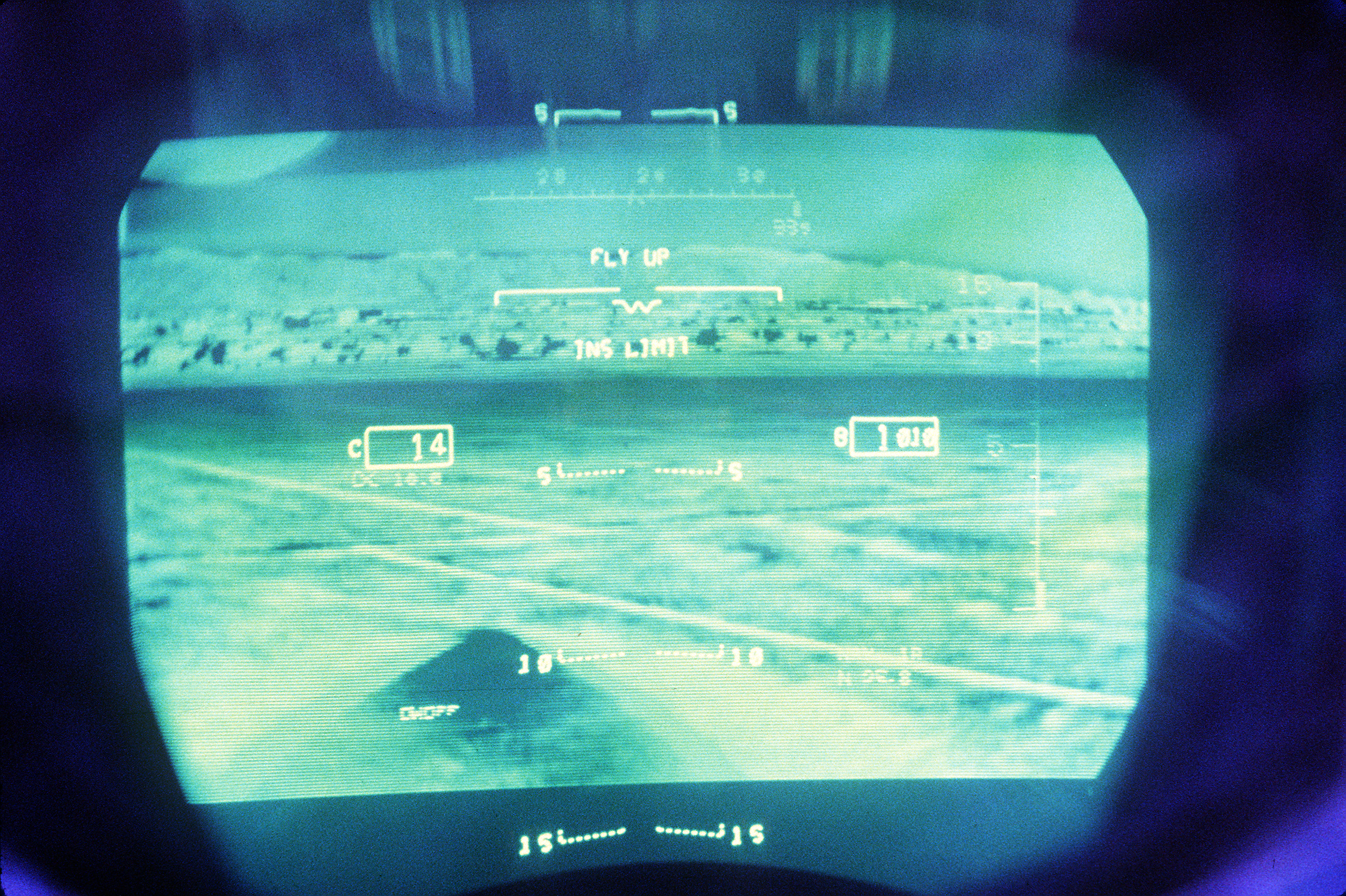
Visuale del terreno in un head-up display fornita dal LANTIRN

Il LANTIRN consiste in due pod cilindrici (uno di navigazione e uno di identificazione) montati su due corti piloni sotto la parte anteriore della fusoliera dell'F-15E e delle versioni "C" e "D" dell'F-16.

Questo sistema aumenta notevolmente le capacità operative di questi velivoli, permettendo loro di volare a bassa quota o in cattive condizioni meteo riuscendo comunque a colpire il bersaglio grazie alle bombe guidate ad alta precisione.
Il pod di navigazione AAQ-13 include un radar per il volo radente ("Terrain-Following Radar", TFR) ed un sensore a raggi infrarossi per la ricerca frontale ("Forward-Looking Infrared" FLIR) che permettono al pilota di mantenere sempre costante la quota di volo e di evitare ostacoli, questo grazie al sensore ad infrarossi che scandaglia il terreno sottostante inviando un'immagine del suolo e dei suoi rilievi all'head-up display.

Il pod di identificazione dell'obiettivo AAQ-14 è dotato anch'esso del FLIR che provvede ad inviare un'immagine del bersaglio al pilota, con in più un raggio laser che definisce la distanza tra l'aereo e l'obiettivo provvedendo in un secondo momento a guidare con precisione il missile AGM-65 Maverick a guida laser sullo stesso.

## Storia
Lo sviluppo del LANTIRN iniziò nel 1980 per merito della Lockheed Martin, che concluse i lavori nel dicembre 1984. Dopo l'approvazione dell'USAF la produzione inizia nel marzo 1985, con le prime consegne nel 1987.

L'introduzione del LANTIRN ha portato ad una svolta epocale nel modo di condurre la guerra notturna dei piloti, consentendo loro di individuare e colpire con precisione bersagli che prima erano difficilmente osservabili.